# ساكن الأقروض (ذي السفال)

تعديل مصدري - تعديل

ساكن الأقروض هي إحدى قرى عزلة حبير بمديرية ذي السفال التابعة لمحافظة إب، بلغ تعداد سكانها 389 نسمة حسب تعداد اليمن لعام 2004.